# GOLDEN☆BEST 尾崎紀世彦 サマー・ラブ
『GOLDEN☆BEST 尾崎紀世彦 サマー・ラブ』（ゴールデンベスト おざききよひこ サマーラブ）は、尾崎紀世彦のベスト・アルバム。2012年8月22日発売。発売元はソニー・ミュージックダイレクト。規格品番はMHCL-2115。

## 解説
各レコード会社から発売されているゴールデン☆ベストシリーズの1枚。
1975年から1987年の音源をレコード・レーベルを超えて収録されたコンピレーション・アルバム。
『佐々木勉メモリアル〜いつまでもいつまでも〜』（1992年3月25日発売、SRCL-2322）に収録された19曲目・20曲目の2曲がボーナス・トラックとして追加収録された。
スタジオ・アルバム『Memories of Summer Love』（1987年9月2日発売、28AH-2224）がベースとなっており、同アルバムからインストゥルメンタルを除いた9曲と、ビクターエンタテインメント、日本コロムビア、日音、ポリスターから発売されたシングル盤や企画盤から収録された。
本アルバムにおいて「愛の追跡」「明日への扉」「忘れかけた愛を」「星の王子さま」「哀しみの追跡」「責めないで」の6曲が初CD-DA化となった。歌詞ブックレットには、高橋久美（尾崎紀世彦ワールド研究室）の追悼文が5頁に渡り掲載されている。

## 収録曲
特記以外　編曲: Jimmie Haskell
1. サマー・ラブ（4分02秒）[3]
  - 作詞:なかにし礼 作曲:井上大輔 編曲:井上大輔,前田憲男
2. 愛は奇蹟（4分02秒）
  - 作詞:なかにし礼 作曲:井上大輔 編曲:井上大輔,前田憲男
3. サンシャイン・ラバー（4分04秒）
  - 作詞:橋本淳 作曲:井上大輔
4. 別れて愛して（3分34秒）
  - 作詞:岩谷時子 作曲:馬飼野康二
5. 夜明けの恋人（4分01秒）
  - 作詞:岩谷時子 作曲:馬飼野康二
6. マリア（4分05秒）
  - 作詞:橋本淳 作曲:井上大輔
7. Love Affair（3分26秒）
  - 作詞:三浦徳子 作曲:芹澤廣明
8. だけど愛は（3分43秒）
  - 作詞:三浦徳子 作曲:芹澤廣明
9. Tonight さよなら（4分41秒）
  - 作詞:三浦徳子 作曲:芹澤廣明
10. 忘れかけた愛を（2分55秒）
  - 作詞:阿久悠 作曲・編曲:川口真
11. 星の王子さま（2分54秒）
  - 作詞:Frederick Loewe 作曲:Alean Jay Lerner
  - 日本語詞:山口洋子 編曲:前田憲男
12. 哀しみの追跡（3分16秒）
  - 作詞:阿久悠 作曲:井上忠夫 編曲:萩田光雄
13. 責めないで（3分52秒）
  - 作詞・作曲:Roger Bowling・Freddie Hart
  - 日本語詞:なかにし礼 編曲:神保正明
14. My Better Life（3分35秒）
  - 作詞:山川啓介、作曲・編曲: 大野雄二
15. 明日への扉（3分10秒）
  - 作詞・作曲:Bob Morrison・Johnny Wilson・Robert Morrison
  - 日本語詞:山川啓介 編曲:信田かずお
16. サングリア -真昼の夢-（3分35秒）
  - 作詞:松本隆 作曲:筒美京平 編曲:萩田光雄
17. 愛の追跡（4分31秒）
  - 作詞:松本隆 作曲:筒美京平 編曲:川村栄二
18. 愛だけあれば（4分43秒） - 尾崎紀世彦&三浦秀美
  - 作詞:高見信吾 作曲:小田裕一郎 編曲:笹路正徳
19. あなたのすべてを（4分23秒）
  - 作詞・作曲:佐々木勉 編曲:ATOM
20. まわり道 -めぐり愛-（3分56秒）
  - 作詞・作曲:佐々木勉 編曲:前田憲男